# Dresdensia Dresden
Dresdensia Dresden (celým názvem: Dresdensia Sportverein Dresden) byl německý sportovní klub, který sídlil v drážďanské městské části Seevorstadt.
Založen byl v roce 1910 pod názvem FC Dresdensia Dresden. Zanikl po ukončení druhé světové války, poté co byla všechna dřívější sportovní sdružení v sovětské okupační zóně zrušena. Největším úspěchem klubu byla jednoroční účast v Gaulize Sachsen, jedné ze skupin tehdejší nejvyšší fotbalové soutěže na území Německa. Nejznámějším hráčem, který kdy za klub hrával, byl drážďanský rodák Helmut Schön – pozdější trenér německých mistrů světa z roku 1974.
Své domácí zápasy odehrával na stadionu Ilgenkampfbahn. Klubové barvy byly žlutá a černá. Mimo mužský fotbalový oddíl měl sportovní klub i jiné oddíly, mj. oddíl lehké atletiky.

## Historické názvy
Zdroj: 
- 1910 – FC Dresdensia Dresden (Fußballclub Dresdensia Dresden)
- 19?? – Dresdensia SV Dresden (Dresdensia Sportverein Dresden)
- 1945 – zánik

## Umístění v jednotlivých sezonách
Stručný přehled
Zdroj: 
- 1935–1936: Gauliga Sachsen

Jednotlivé ročníky
Zdroj: 
Legenda: Z - zápasy, V - výhry, R - remízy, P - porážky, VG - vstřelené góly, OG - obdržené góly, +/- - rozdíl skóre, B - body, červené podbarvení - sestup, zelené podbarvení - postup, fialové podbarvení - reorganizace, změna skupiny či soutěže
| Velkoněmecká říše (1935 – 1936) |                 |        |    |   |   |    |    |    |     |   |        |
| Sezóny                          | Liga            | Úroveň | Z  | V | R | P  | VG | OG | +/- | B | Pozice |
| 1935/36                         | Gauliga Sachsen | 1      | 18 | 1 | 1 | 16 | 15 | 72 | -57 | 3 | 10.    |